# Campsicnemus arcuatus
Campsicnemus arcuatus är en tvåvingeart som beskrevs av Van Duzee 1917. Campsicnemus arcuatus ingår i släktet Campsicnemus och familjen styltflugor.
Artens utbredningsområde är Colorado. Inga underarter finns listade i Catalogue of Life.